# Trimeresurus rubeus
Trimeresurus rubeus es una especie de serpiente venenosa de la familia de las víboras (Viperidae). Habita en los bosques de Ciudad Ho Chi Minh y las colinas bajas del sur de Vietnam y de las llanuras de Lâm Đồng, y en el este de Camboya. Esta víbora vive tanto en los árboles como en el suelo y se suele encontrar junto a arroyos o charcas. Se sabe que se alimenta de pequeños mamíferos. Es ovovivípara.
Hasta 2011 se incluyó dentro de Cryptelytrops macrops, sin embargo, un estudio realizado que se basó en las características genéticas y morfológicas y color llegó a la conclusión de que es una especie diferente. Más tarde, la especie se movió al género Trimeresurus. Rubeus significa en Latín "rojizo". Se refiere a los ojos rojos y el color rojo brillante y claro en la cola. También se refiere a la faja lateral de rojo que los machos tienen al menos parcialmente.
Trimeresurus rubeus es verde y tiene los ojos de color rojo anaranjado. Los flancos muestran una banda lateral blanca, esta es, en machos, más prominente y suele estar bordeada posteriormente de rojo. La cola es de color naranja o rojo. Las hembras tienen una cola más corta y con menos escamas subcaudales. Miden alrededor de 50 cm de largo.
Se encuentra amenazada de extinción debido a la deforestación de los bosques que habita y en menor medida a su captura para su consumo y para la elaboración de vino de serpiente.